# Šempeter v Savinjski dolini
Šempeter v Savinjski dolini este o localitate din comuna Žalec, Slovenia, cu o populație de 1.943 de locuitori.